# پری‌شاهرخ سینه‌خالدار
پری‌شاهرخ سینه‌خالدار (نام علمی: Icterus pectoralis) نام یک گونه از سرده پری‌شاهرخ بر جدید است.